# Gianfranco Burchiellaro
Gianfranco Burchiellaro (Mantova, 7 febbraio 1960) è un politico italiano.
Segretario della FGCI di Mantova dopo aver ricoperto lo stesso incarico in Veneto, venne eletto segretario cittadino di Mantova e poi a livello provinciale del PCI e successivamente del PDS. Fu eletto sindaco di Mantova per due mandati dal 1996 al 2005. Nel 2006 fu eletto alla Camera dei Deputati. Eletto Vicepresidente della Giunta delle Elezioni, è stato relatore nel procedimento di decadenza di Cesare Previti.